# José Luis Olaizola
José Luis Olaizola Sarriá  (San Sebastián, Guipúzcoa, 25 de diciembre de 1927- Boadilla del Monte, Comunidad de Madrid, 2 de junio de 2025) fue un escritor, guionista, abogado y director de cine español. Ejerció la abogacía, que abandonó más tarde para dedicarse a escribir literatura. Ganó el Premio Planeta de novela en 1983 por La guerra del general Escobar, el Premio Ateneo de Sevilla en 1976 y el Premio Barco de Vapor en 1982, entre otros galardones.

## Biografía
Nació en San Sebastián en 1927.  Menor de nueve hermanos, huérfano de madre a los dos años.  Bisnieto de un patrón de pesca, él mismo, siguiendo la tradición familiar, fue remero en su juventud y participó en campeonatos de bateles en España. Licenciado en Derecho, ejerció como abogado durante quince años, profesión que abandonó para dedicarse a la literatura.
Publicó cerca de setenta libros de diversos géneros (cultivando especialmente la novela, el ensayo histórico y la literatura infantil), de los que se vendió un par de millones de ejemplares. Escribió periódicamente para Telva, ABC, Mundo Cristiano, Ya, Ideal, El Noticiero Universal, Palabra, Colección Arvo y Alfa y Omega, entre otros.
Miembro supernumerario del Opus Dei, y casado con Marisa (1930-2020) fue padre de nueve hijos y residió en la localidad madrileña de Boadilla del Monte.
Como Consejero Delegado de la sociedad editorial Sarpe, fue cofundador de la revista Telva, donde trabajó como jefe de Covadonga O'Shea, que acababa de licenciarse en Periodismo.
Fue fundador de la ONG Somos Uno, que ayuda a niñas tailandesas a salir de la prostitución y escolarizarse. Concretamente, han conseguido escolarizar a más de dos mil niñas, de las que más de doscientas estudian en la Universidad de Bangkok.
El Ayuntamiento de Boadilla del Monte unió su nombre al "Premio de Relato Breve" de la localidad que convoca con carácter anual. 

## Premios
- Premio Ateneo de Sevilla (1976) por Planicio (en el mismo certamen quedó segunda su novela Lolo).
- Premio Barco de Vapor (1982) por Cucho.
- Premio Planeta (1983) por La guerra del general Escobar, que narra la historia de un general condenado a muerte por permanecer fiel al Gobierno de la República durante la Guerra Civil. El libro está basado en la historia real del general Antonio Escobar Huerta.[15]
- Grand Prix de la Academie des Lecteurs (París, 1988) por Cucho.
- Prix Littéraire de Bourran (Burdeos, 1992) por El cazador urbano.
- Premio de prensa
- Premio Bravo
- Premio Troa (2012) "Libros con valores" por La niña del arrozal.

## Obras del autor

### Literatura
Micaela no sabe jugar  7 Marzo 2008.
- Planicio, 1976, Barcelona, Editorial Planeta.
- "La Tarde de la Víspera", 1978, Barcelona, Editorial Planeta.
- Soy pastero José Luis Olaizola, 1979.
- Cucho, 1983, Ediciones SM.
- La guerra del general Escobar, 1983, Barcelona, Editorial Planeta.
- Bibiana y su mundo , 1985, Barcelona, Ediciones SM.
- La paloma azul, 1987, Barcelona, Editorial Planeta.
- La niña que escribió un sueño, 1989, Susaeta.
- Hernán Cortés, crónica de un imposible, 1990, Barcelona, Planeta.
- La puerta de la esperanza (escrito junto con Juan Antonio Vallejo-Nágera), 1990, Barcelona, Planeta.
- Catalina de Aragón, mujer legítima de Enrique VIII, 1993.
- Un escritor en busca de Dios, 1993, Barcelona, Planeta.
- La Flaca y el Gordo, 1994, Madrid, Ediciones SM.
- El valle del silencio, 1995.
- El cazador urbano, 1997, Madrid, Bruño.
- La sombra del castillo, 3ª edición 1997, Madrid, Ediciones Palabra.
- El vendedor de noticias, 1997, Barcelona, Planeta.
- Diario de un cura urbano, 1998, Barcelona, Planeta.
- Los amores de San Juan de la Cruz, 1999, Barcelona, Ediciones Martínez Roca.
- Bartolomé de Las Casas, crónica de un sueño, 2000, Barcelona, Planeta.
- El caballero del Cid, 2000, Barcelona, Planeta.
- Guía de curas con encanto, 2000, Madrid, Ediciones Palabra.
- Juan XXIII: una vocación frustrada, 2001, Madrid, Temas de Hoy.
- El amante vicario, 2001, Barcelona, Planeta.
- La leyenda de Boni Martin, 2001, Madrid, Anaya.
- El secreto de Gabriela, 2001, Madrid, Anaya.
- Juan Sebastián Elcano. La mayor travesía de la Historia, 2002, Barcelona, Planeta.
- Corre, Benito, corre, 2ª edición 2002, Madrid, Ediciones Palabra.
- La sombra del castillo, 3ª edición 2006, Madrid, Ediciones Palabra.
- Juana la Loca, 2007, Barcelona, Planeta.
- Las islas de la felicidad, 2007, Barcelona, Planeta.
- El camino de las estrellas, 2007, Madrid, Ediciones Palabra.
- Un Mercedes para Macario, 2009.
- Hermenegildo, príncipe y mártir, 2010, Madrid, Ediciones Palabra.
- Y comieron perdices... O sea, es posible ser feliz, 2011, Madrid, Rialp.
- La niña del arrozal, 2011, Ediciones Martínez Roca.
- Volverá a reír la primavera, 2012, Ediciones Martínez Roca.
- El jardín de los tilos, 2013, Ediciones Martínez Roca.
- El anarquista indómito. La leyenda del ángel rojo, 2017, Madrid, Editorial LibrosLibres.
- Elogio del matrimonio, 2018, La esfera de los libros.
- Retazos de una vida literaria, 2019, Madrid, Palabra.
- La leyenda de Luis Candelas, 2019, Madrid, Editorial LibrosLibres.
- Diario de una nonagenaria, 2020, Madrid, Editorial LibrosLibres.

### Cine

#### Filmografía como director
- Palmira (1981)

#### Filmografía como guionista
- Palmira (1981) de José Luis Olaizola
- Dos mejor que uno (1984) de Ángel Llorente
- Maten al Luis (2008) de Camilo Aranguiz